# Čečovice, Domažlice
Čečovice là một làng thuộc huyện Domažlice, vùng Plzeňský, Cộng hòa Séc.